# Arrana
Arrana (arab. عرّانه) – palestyńska wioska położona w muhafazie Dżanin, w Autonomii Palestyńskiej.

## Położenie
Wioska Arrana jest położona u podnóża południowych stoków wzgórz Gilboa, w odległości 4 kilometrów na północny wschód od miasta Dżanin.
Według danych z 2007 do wsi należały ziemie o powierzchni 7 866 ha. We wsi mieszka 2 205 osób.
| własność gruntów | powierzchnia gruntów (hektary) |
| ---------------- | ------------------------------ |
| Arabowie         | 7 864                          |
| Żydzi            | 0                              |
| publiczne        | 2                              |
| Razem            | 7 866                          |

| Rodzaj użytkowanych gruntów | hektary |
| --------------------------- | ------- |
| uprawy drzewek oliwnych     | 33      |
| uprawy nawadniane           | 13      |
| uprawy zbóż                 | 6 460   |
| nieużytki                   | 1 383   |
| zabudowane                  | 10      |

## Gospodarka
Gospodarka wioski opiera się na rolnictwie, sadownictwie i hodowli drzewek oliwnych.